# Colonial Hockey League 1994/95
Die Saison 1994/95 war die vierte reguläre Saison der Colonial Hockey League. Die acht Teams absolvierten in der regulären Saison je 74 Begegnungen. Das punktbeste Team der regulären Saison waren die Thunder Bay Senators, die in den Play-offs zum dritten Mal den Colonial Cup gewannen.

## Teamänderungen
Folgende Änderungen wurden vor Beginn der Saison vorgenommen:
- Die Chatham Wheels wurden nach Saginaw, Michigan, umgesiedelt und änderten ihren Namen in Saginaw Wheels.
- Die St. Thomas Wildcats wurden nach London, Ontario, umgesiedelt und änderten ihren Namen in London Wildcats.
- Die Utica Bulldogs änderten ihren Namen in Utica Blizzard.

## Reguläre Saison

### Abschlusstabelle
Abkürzungen: GP = Spiele, W = Siege, L = Niederlagen, T = Unentschieden, OTL = Niederlage nach Overtime, GF = Erzielte Tore, GA = Gegentore, Pts = Punkte
| East Division        | GP | W  | L  | T  | GF  | GA  | Pts |
| -------------------- | -- | -- | -- | -- | --- | --- | --- |
| Thunder Bay Senators | 74 | 48 | 22 | 4  | 341 | 279 | 100 |
| London Wildcats      | 74 | 34 | 38 | 2  | 341 | 380 | 70  |
| Utica Blizzard       | 74 | 31 | 38 | 5  | 299 | 349 | 67  |
| Brantford Smoke      | 74 | 26 | 36 | 12 | 299 | 357 | 64  |

| West Division   | GP | W  | L  | T | GF  | GA  | Pts |
| --------------- | -- | -- | -- | - | --- | --- | --- |
| Detroit Falcons | 74 | 45 | 27 | 2 | 329 | 273 | 92  |
| Muskegon Fury   | 74 | 42 | 27 | 5 | 333 | 286 | 89  |
| Saginaw Wheels  | 74 | 36 | 31 | 7 | 306 | 321 | 79  |
| Flint Generals  | 74 | 34 | 34 | 6 | 350 | 353 | 74  |

## Colonial-Cup-Playoffs
| Colonial-Cup-Viertelfinale | Colonial-Cup-Viertelfinale | Colonial-Cup-Viertelfinale |    |                      | Colonial-Cup-Halbfinale | Colonial-Cup-Halbfinale | Colonial-Cup-Halbfinale |  |  | Colonial-Cup-Finale | Colonial-Cup-Finale | Colonial-Cup-Finale |
|                            |                            |                            |    |                      |                         |                         |                         |  |  |                     |                     |                     |
| E1                         | Thunder Bay Senators       |                            |    |                      |                         |                         |                         |  |  |                     |                     |                     |
|                            | Freilos                    |                            |    |                      |                         |                         |                         |  |  |                     |                     |                     |
| E1                         | Thunder Bay Senators       | 4                          |    |                      |                         |                         |                         |  |  |                     |                     |                     |
| E1                         | Thunder Bay Senators       | 4                          |    |                      |                         |                         |                         |  |  |                     |                     |                     |
|                            | W3                         | Saginaw Wheels             | 1  |                      |                         |                         |                         |  |  |                     |                     |                     |
| W3                         | W3                         | Saginaw Wheels             | 1  | Saginaw Wheels       | 4                       |                         |                         |  |  |                     |                     |                     |
| W3                         |                            |                            |    | Saginaw Wheels       | 4                       |                         |                         |  |  |                     |                     |                     |
| W4                         | Flint Generals             | 2                          |    |                      |                         |                         |                         |  |  |                     |                     |                     |
| W4                         | Flint Generals             | 2                          | E1 | Thunder Bay Senators | 4                       |                         |                         |  |  |                     |                     |                     |
|                            |                            |                            |    | Thunder Bay Senators | 4                       |                         |                         |  |  |                     |                     |                     |
|                            | W2                         | Muskegon Fury              | 2  |                      |                         |                         |                         |  |  |                     |                     |                     |
| W1                         | W2                         | Muskegon Fury              | 2  | Detroit Falcons      | 4                       |                         |                         |  |  |                     |                     |                     |
| W1                         |                            |                            |    | Detroit Falcons      | 4                       |                         |                         |  |  |                     |                     |                     |
| E3                         | Utica Blizzard             | 2                          |    |                      |                         |                         |                         |  |  |                     |                     |                     |
| E3                         | Utica Blizzard             | 2                          | W1 | Detroit Falcons      | 2                       |                         |                         |  |  |                     |                     |                     |
|                            |                            |                            | W1 | Detroit Falcons      | 2                       |                         |                         |  |  |                     |                     |                     |
|                            | W2                         | Muskegon Fury              | 4  |                      |                         |                         |                         |  |  |                     |                     |                     |
| W2                         | W2                         | Muskegon Fury              | 4  | Muskegon Fury        | 4                       |                         |                         |  |  |                     |                     |                     |
| W2                         |                            |                            |    | Muskegon Fury        | 4                       |                         |                         |  |  |                     |                     |                     |
| E2                         | London Wildcats            | 1                          |    |                      |                         |                         |                         |  |  |                     |                     |                     |

## Vergebene Trophäen

### Mannschaftstrophäen
| Auszeichnung                               | Team                 |
| ------------------------------------------ | -------------------- |
| Colonial Cup Gewinner der Playoffs         | Thunder Bay Senators |
| Tarry Cup Bestes Team der regulären Saison | Thunder Bay Senators |